# Cyanella cygnea
Cyanella cygnea är en enhjärtbladig växtart som beskrevs av G.Scott. Cyanella cygnea ingår i släktet Cyanella och familjen Tecophilaeaceae. Inga underarter finns listade i Catalogue of Life.